# Шампањак ла Прин
Шампањак ла Прин (фр. Champagnac-la-Prune) насеље је и општина у централној Француској у региону Лимузен, у департману Корез која припада префектури Тил.
По подацима из 2011. године у општини је живело 173 становника, а густина насељености је износила 13,04 становника/km². Општина се простире на површини од 13,27 km². Налази се на средњој надморској висини од 400 метара (максималној 546 m, а минималној 246 m).

## Демографија
| 1962. | 1968. | 1975. | 1982. | 1990. | 1999. | 2011. |
| ----- | ----- | ----- | ----- | ----- | ----- | ----- |
| 275   | 282   | 263   | 219   | 167   | 160   | 173   |

График промене броја становника у току последњих година